# Gunilla Persson

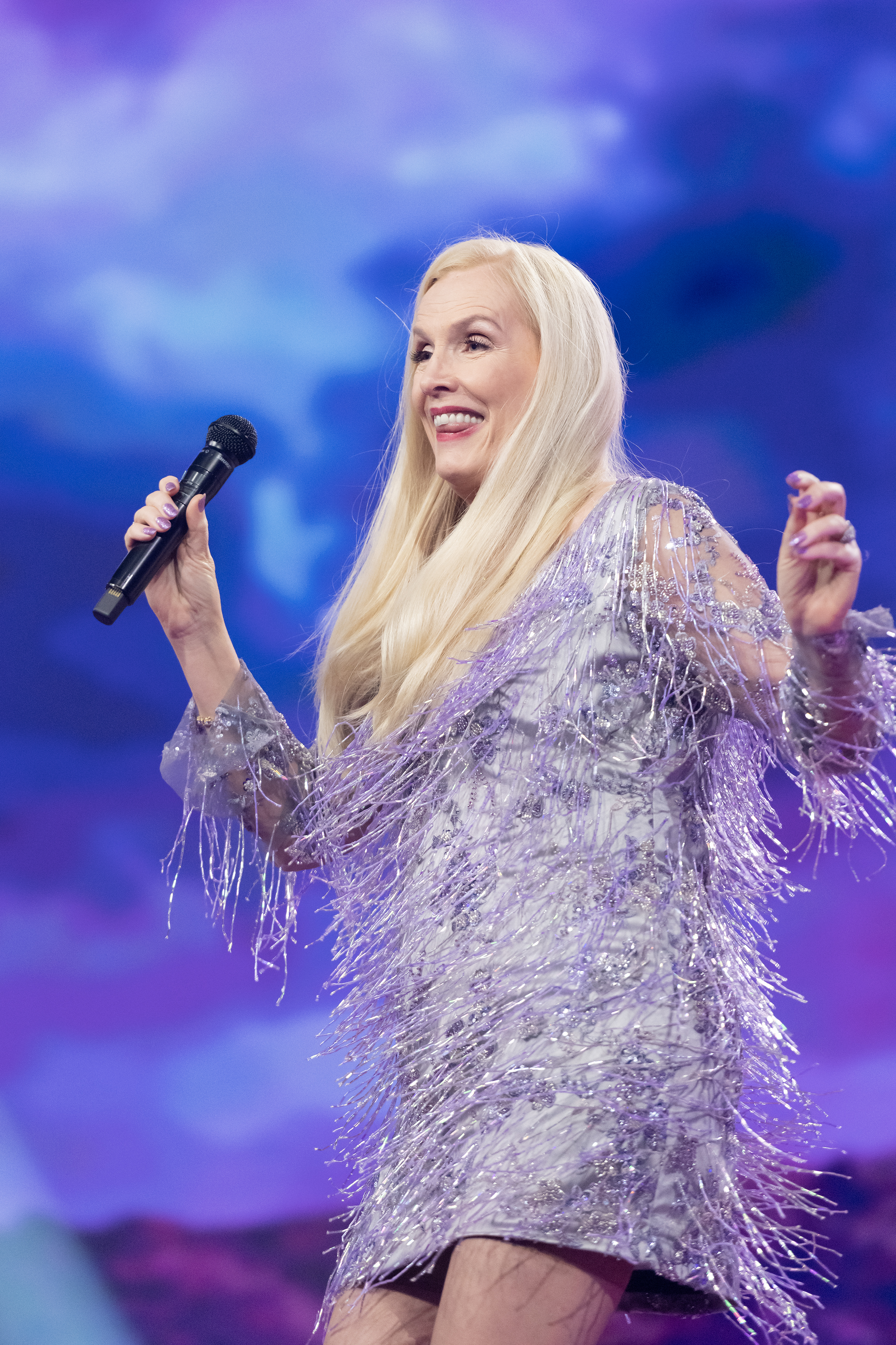
Gunilla Persson, 2024

Sonja Gunilla Persson (Norrköping, 31 december 1958) is een Zweeds model, actrice en zangeres.

## Biografie
Persson groeide op in de gemeente Östergötland in Norrköping. Ze werkte als reisleidster en studeerde journalistiek. Na haar studie begon ze haar carrière bij Sveriges Radio, waar ze werkte als presentatrice van een entertainmentshow voor beroemdheden.
In 1983 nam Persson deel aan de modewedstrijd The Face of the 80's van het Zweedse tijdschrift Damernas Värld. Eileen Ford, een van de juryleden van de wedstrijd, contracteerde haar in 1983 bij haar bureau in New York. Daarnaast werkte ze voor Elite Model Management. Ze verscheen op de cover van verschillende tijdschriften, vooral op de Duitse editie van Bazaar.
In de late jaren 70 verhuisde Persson van Zweden naar de Verenigde Staten, naar Dallas. Ze had toen een kleine rol in de televisieserie Dallas. Later verhuisde ze naar New York, waar ze vele jaren woonde in het huis van Francis Kellogg. In die tijd had ze een romance met Prins Albert van Monaco. Sinds 2010 woont Persson in Pacific Palisades in Californië. Sindsdien speelt ze in de reality-tv-serie Svenska Hollywoodfruar, uitgezonden op TV3. In 2014 nam ze deel aan de beroemdheden-realityserie Realitystjärnorna på godset. En in 2015 kreeg zij haar eigen show genaamd Gunilla Tycker Till, waarin mensen konden stemmen op verschillende banen die zij vervolgens moest uitvoeren. In 2018 nam Persson ook deel aan de beroemdhedenversie van The Biggest Loser, uitgezonden op TV4.
Persson is daarnaast actief als zangeres. Zo nam ze in 2015 een lied op met de rapper Dogge Doggelito. In december 2023 werd ze voorgesteld als deelnemer aan Melodifestivalen 2024, de Zweedse voorronde voor het Eurovisie Songfestival, met het nummer I Won't Shake (La La Gunilla). In de derde halve finale behaalde ze de vierde plaats en staat ze dus in een tweede stemronde die aan het einde van de vijfde halve finale zal plaatsvinden.